# 肥厚性瘢痕
肥厚性瘢痕（ひこうせいはんこん、英: Hypertrophic scar）とは、外傷後に、創面を修復しようと出来た線維組織が過剰に産生され、いわゆるミミズバレ状の瘢痕（傷跡）が、長期にわたって残存する状態をさす。

## 経過
1. 創面をふさごうと血液が凝固する。（24時間以内に表皮細胞結合）
2. 受傷後3 - 4日。深い損傷部位では毛細血管がつながり線維組織（線維芽細胞）による修復が行なわれる。
3. 瘢痕が出来上がる。
4. 受傷後1 - 6か月。瘢痕組織がふくらみ肥厚性瘢痕となる。
5. 6か月をもって厚みは頂点に達し、数年かけて減じてゆく。

なお、赤みはそれまでは真っ赤で、その後3年かけて消褪してゆく。
また、硬さは受傷初期はやわらかく、4か月目より硬化する。

## 特徴
- 周りの皮膚を押しのけるようにひろがる。
- 数年から数十年の経過で、自然治癒する場合もある。

## 治療
ケロイドと同じく、圧迫療法、ステロイド剤の外用、ヘパリン類似物質軟膏の外用、トラニラストの内服などの療法がある。

## 参考
- 電子線治療
- 瘢痕・ケロイド治療研究会
- 日本医科大学形成外科のページ・治療例の写真がある